# 切佩利 (赫梅利尼克區)
49°43′38″N 28°14′5″E / 49.72722°N 28.23472°E
切佩利（烏克蘭語：Чепелі），是烏克蘭的村落，位於該國西南部文尼察州，由赫梅利尼克區負責管轄，始建於1710年，面積0.9平方公里，海拔高度277米，2001年人口190，人口密度每平方公里211.11人。